# Portsmouth Football Club
El Portsmouth Football Club es un club de fútbol de la ciudad de Portsmouth en Hampshire, Inglaterra. Fue fundado en 1898 y juega en la EFL Championship, segunda división en Inglaterra.
La casa del Portsmouth ha sido el Fratton Park desde la formación del club en 1898. El Portsmouth ha sido campeón de Inglaterra en dos ocasiones, en 1949 y 1950. El club también ha ganado la FA Cup en dos ocasiones, primero en 1939 y más recientemente en 2008.
El Portsmouth tuvo un éxito moderado en la primera década del siglo XXI, especialmente durante la temporada 2007-08 de la Premier League, cuando ganaron la FA Cup, batiendo al Cardiff City por 1-0 en la final. Posteriormente clasificaron para la UEFA Europa League 2008-09 compitiendo contra pesos pesados europeos como el Milan, siete veces campeón de la UEFA Champions League. Durante este período, Portsmouth tuvo la fortuna de tener un gran número de futbolistas internacionales, entre ellos jugadores de la selección de Inglaterra como Glen Johnson y Jermain Defoe, así como Peter Crouch, David James y Sol Campbell. Sin embargo, los problemas financieros llegaron al club y el Portsmouth fue relegado a la Football League Championship en 2010. En 2012 fueron relegados de nuevo, a la Football League One, y de nuevo, en 2013, a la Football League Two. Comenzaron la temporada 2013-14 en la cuarta división del sistema de ligas del fútbol Inglés por primera vez desde finales de 1970.
Portsmouth se convirtió en el club de fútbol con mayor cantidad de propietarios en Inglaterra, después de la creación del Pompey Supporters Trust (PST) en el Fratton Park en abril de 2013.

## Rivalidades
Su principal rivalidad la tienen con sus vecinos, el Southampton en el llamado Dockyard Derby, aunque sus enfrentamientos han sido pocos a lo largo de su existencia en partidos de liga, debido a que en pocas ocasiones han estado en la misma categoría, tanto así que desde 1977 solamente se han enfrentado en 4 temporadas (1987–88, 2003–04, 2004–05 y 2011–12). Cuenta con otra rivalidad, aunque de menor importancia, con el Plymouth Argyle en la llamada Batalla de los Puertos.
Después de ganar el título de la League Two en el último partido de la temporada 2016-17, Portsmouth se convirtió en el quinto club en ganar los cuatro primeros niveles del fútbol inglés (después de Wolverhampton, Burnley, Preston North End y Sheffield United).

## Historia

### Primeros años (1898-1911)
El fútbol empezó a jugarse originalmente en Portsmouth a partir de los años 1850 y era popular para marineros y cargadores. El actual club fue fundado en 1898 con John Brickwood, propietario de la cervecería local Brickwoods, como el presidente y cabeza de la dirigencia, el grupo consistía en John Brickwood de Brickwoods Brewery, AH Bone (un arquitecto local), John Peters (un importador de vino), William Wiggington George Lewin Oliver (fundador y director de Mile End School) y el concejal John E. Pink (abogado, empleado de John Brickwood). Una placa azul en la pared de la 12 High Street Portsmouth (edificio de oficinas de los abogados de Alderman John E. Pink) conmemora la fundación el 5 de abril de 1898.
Frank Brettell fue nombrado como el primer gerente del equipo. El primer portero del club era Sir Arthur Conan Doyle.
El club se unió a la Southern League en 1899, el primer partido de liga del club fue jugado contra el Chatham Town F.C. el 2 de septiembre de 1899 (una victoria 1-0), tres días más tarde se jugaría el primer partido amistoso en el Fratton Park contra el archienemigo, el Southampton, ganando 2-0, con goles de Dan Cunliffe (antes con Liverpool) y Harold Clarke (anteriormente con Everton). Aquella primera temporada fue muy exitosa, ganando 20 partidos de 28, quedando 2.º en la Southern League. La liga fue ganada por primera vez en la temporada 1901-02, con Brettel como capitán y Bob Blyth como mánager.
La temporada 1906-07 fue destacada por la visita del Manchester United al Fratton Park por la FA Cup, que generó una asistencia de 24,329 espectadores. Un 2-2 forzó un replay en Mánchester, y el Portsmouth registró un espectacular triunfo 2-1.
En la temporada 1910-11 el equipo descendió, pero al año siguiente, con Bob Brown como técnico, el equipo promocionó y ascendió.

### Creciendo en la liga (1919-1927)
El fútbol fue suspendido durante la Primera Guerra Mundial, pero después de la reanudación de partidos el Portsmouth ganó la Southern League por segunda vez. La continuación del éxito los situó en Tercera División durante la temporada 1920-21. El equipo terminó 12.º ese año, pero ganaron la liga en la temporada 1923-24. El club siguió funcionando bien en la Segunda División, ganando la promoción y terminando 2.º en 1926-27, ganando 9-1 al Notts County, todo un récord.

### La vida en la élite (1927-1939)
La temporada de estreno del Portsmouth en la Primera División fue dura. La siguiente temporada siguieron mal, perdiendo 10-0 con el Leicester City, la derrota más abultada en su historia. Sin embargo, el equipo llegó a la final de la FA Cup por primera vez, que perdió con el Bolton Wanderers.
El Portsmouth logró evitar el descenso y su fortuna comenzó a cambiar. En la temporada 1930-31 el club terminó 4.º en liga. La temporada 1933-34 vio al club otra vez alcanzar la final de la FA Cup superando al Manchester United, Bolton Wanderers, Leicester City y Birmingham City, pero volvió a perder, en esta ocasión contra el Manchester City.
Habiéndose asentado en la primera división, la temporada 1938-39 vio al Portsmouth alcanzar su tercera final de la FA Cup. Esta vez el club logró derrotar a los favoritos, el Wolverhampton Wanderers, por 4-1. Bert Barlow anotó dos veces mientras Cliff Parker y Jock Anderson completaron la victoria.
La liga fue suspendida de nuevo debido a la Segunda Guerra Mundial, lo que significó que el Pompey se mantuviera como vigente campeón de la FA Cup hasta la temporada 1945-46.

### Años gloriosos (1946-1959)
La liga fue reanudada en 1946-47 después de cinco años. Portsmouth contrato a los futbolistas llamados para servir en la Royal Navy y la Royal Marines en los años de guerra y reclutó algunos de los mejores futbolistas de la época. En la temporada de oro del equipo, la 1948-49, el club logró ser el primer equipo en ganar Liga y Copa en el siglo XX, ganando el título de liga de manera espectacular. Aquella temporada también vio una asistencia récord de 51.385 espectadores, un registro que todavía sigue en pie.
El club conservó el título el año siguiente, ganando al Aston Villa 5-1 en la última jornada y por lo tanto es uno de los cinco equipos ingleses que han ganado títulos consecutivos desde la Segunda Guerra Mundial. El Pompey disfrutó de un cuarto lugar en la temporada 1951-52, pero en el verano de 1952 Bob Jackson, el mánager, se fue al Hull City. Los jugadores que habían figurado en los éxitos recientes del club ahora envejecían y los jugadores jóvenes que entraban no tenían la misma calidad. Aunque el equipo terminara tercero en la campaña 1954-55 y el 22 de febrero de 1956, jugaron el primer juego de la Football League bajo los reflectores contra el Newcastle United, las temporadas siguientes vieron al Portsmouth perder fuelle y el equipo descendió en 1959.

### La vida en el pozo (1961-1976)
Portsmouth bajó a la Tercera División en 1961, pero ascendieron a 2.º de nuevo en el primer año de mánager de George Smith.
A pesar del límite financiero, Smith mantuvo al Portsmouth en segunda a lo largo de los años sesenta hasta hacerse con el puesto de Mánager General en abril de 1970. Una inyección en efectivo que acompañó la llegada de John Deacon como presidente en 1972 no hizo que el Pompey mejorara en liga. Con Deacon incapaz de devolver al club a la élite, retiró el apoyo financiero y el equipo descendió a tercera en el 76.

### Rozando la desaparición (1976-1980)
En noviembre de 1976 el club tuvo que pagar £25.000 estando en bancarrota, consiguió el dinero a través de una campaña en el periódico "The News".
Con la necesidad de vender jugadores por la situación económica, y sin ningún dinero disponible para reemplazos, forzaron al Portsmouth a confiar en un gerente sin ninguna experiencia, Ian St John y jugadores jóvenes. El resultado fue un descenso a la Cuarta División en 1978.

### Ascendiendo de nuevo (1980-1988)
El Pompey jugó la promoción para volver a 3.ª en 1980, y alcanzó la Segunda División en 1983 al ganar su tercer título en esa categoría.
Bajo la dirección de Alan Ball, el club no alcanzó por poco la promoción de ascenso a la Primera División en dos ocasiones, pero finalmente lo consiguió en 1986-87. Sin embargo fueron incapaces de alcanzar la permanencia y descendieron después de una temporada. A mediados de la temporada 1987-88, el club estaba nuevamente en problemas financieros y Portsmouth quedó relegado directamente a la Segunda División. En verano de 1988 vio a Deacon vender el club al empresario londinense y expresidente del Queens Park Rangers, Jim Gregory.

### Esperando el éxito (1988-2002)
Alan Ball se mantuvo como gerente hasta enero de 1989, curiosamente dejando el club cuando se encontraban en la parte superior y luchando por el ascenso a la Primera División. Jim Gregory nombró a John Gregory como el nuevo gerente, pero sus formas de juego en los últimos meses de la temporada 1988-89 fueron desastrosas y cayeron al 20° lugar en la clasificación final. Gregory dejó el cargo al final de esa temporada pero su sucesor, Frank Burrows, no logró mejorar la situación.
La llegada de Jim Smith como mánager en marzo de 1991, junto con la aparición de algunos buenos jugadores jóvenes, provocó un resurgimiento del equipo y el Portsmouth ese año llegó a las semifinales de la FA Cup, perdiendo en los penaltis contra el posterior campeón, el Liverpool, después de un replay. La temporada siguiente, el club perdió el ascenso a la FA Premier League por haber anotado un gol menos que el West Ham United.
El presidente Gregory recuperó el dinero que había invertido años anteriores vendiendo a jugadores. Con poco dinero para fichar reemplazantes, el nivel del equipo disminuyó, y Smith fue despedido en marzo de 1995 y sustituido por Terry Fenwick. En la temporada 1995-96 por diferencia de gol el club no descendió a la Segunda División.
En el verano de 1996 Terry Venables llegó al Pompey como un consultor, más asumió el rol de presidente al comprar el equipo por £ 1 en febrero de 1997. El equipo disfrutó de un pase a los cuartos de final de la FA Cup en 1996-97, superando al Leeds United en el camino, pero terminó séptimo en liga (un puesto menos del necesario para accedder a los play-offs de ascenso a la Premier).
La antigua tribuna del estadio del Portsmouth la Fratton End - mitad demolida desde finales de 1980 por razones de seguridad - finalmente fue completamente demolida. Un nuevo y moderno reemplazo de la Fratton End se abrió en 1997, junto con otras mejoras en el estadio. Como muestra de respeto al jugador y al gerente del club, un retrato enorme de Jimmy Dickinson fue incorporado en los asientos de la nueva tribuna Fratton End, junto con el escudo del club.
La temporada 1997-98 Venables perdió su popularidad con los seguidores del club, ya que había firmado varios jugadores de Australia, cuya forma de jugar era en su mayor parte decepcionante, si bien su papel como entrenador del equipo nacional de Australia significaba que estaba frecuentemente ausente del Portsmouth, por su parte, los resultados del equipo fueron pobres. Venables vendió dos terceras partes del equipo a Gregory Martin, hijo del expresidente Jim, mientras que Alan Ball regresó como mánager. El descenso se evitó en el último día de competición.
La temporada del centenario, 1998-99, vio como una crisis económica golpeó al club, y en diciembre de 1998 entró en bancarrota. Tras evitar la relegación de nuevo esa temporada, el empresario estadounidense de origen serbio Milan Mandarić salvó al club con un acuerdo de adquisición en mayo de 1999, y el nuevo presidente comenzó inmediatamente a invertir. Una vez más, se volvió a evitar el descenso el último día de competición.
Alan Ball fue despedido el 9 de diciembre de 1999 con el club cerca de la parte inferior de la tabla. Tony Pulis se hizo cargo en enero de 2000 y dirigió el club a zona segura en el final de la temporada.
Pulis fue puesto en pre-aviso y fue finalmente despedido. Pulis fue reemplazado por el jugador de Portsmouth, Steve Claridge en un papel de jugador-mánager. Claridge fue inicialmente exitoso, hablando de promoción a la Premier League, pero una serie de derrotas después del nuevo año truncaron esto. En marzo de 2001, Graham Rix se hizo cargo del equipo, con Claridge siendo retenido como jugador de Portsmouth hasta el final de la temporada. Portsmouth escapó del descenso en el último día de la temporada 2000-01 cuando ganó su último partido y Huddersfield Town perdió el suyo, manteniendo a Portsmouth en la categoría.
El portero internacional japonés Yoshikatsu Kawaguchi fue contratado por el Portsmouth, con un traspaso histórico para el club (en ese entonces) por £ 1.8 m.. Kawaguchi perdió su lugar ante el veterano Dave Beasant tras ser responsabilizado por la derrota de Portsmouth por 4-1 ante el Leyton Orient en FA Cup.

### La era Harry Redknapp (2002-2009)
Durante el verano, el ex-preparador del West Ham United, Harry Redknapp asumió el cargo de gerente a principios de 2002, con Jim Smith como ayudante. Redknapp fue capaz de aprovechar al máximo la disposición de Mandarić a invertir en jugadores en un momento en que los competidores estaban luchando tras el colapso del acuerdo de televisión de ITV Digital con la Liga de Fútbol. Un año más tarde, Portsmouth celebraba la consecución del título de campeón de la segunda división, y por lo tanto la promoción para subir a 1.ª.
Después de una temporada de jugando en el equipo de reserva, el portero japonés Yoshikatsu Kawaguchi hizo su aparición final para Portsmouth en el último partido de la temporada 2002-03 de la Football League First Division para ganar la temporada, en la victoria 5-0 contra el Bradford City. Luego fue fichado por el Nordsjælland danés.
El club terminó 13.º en su primera temporada de la Premier League bajo la dirección de Redknapp. Harry renunció a mitad de temporada, después de un desacuerdo con el presidente Milan Mandarić, y paso a dirigir a sus rivales el Southampton.
Velimir Zajec, que fue contratado por Mandarić como director ejecutivo, inicialmente reemplazó a Redknapp como mánager interino, pero fue nombrado director permanente el 21 de diciembre de 2004. Zajec fue sustituido por Alain Perrin en abril de 2005, y regresó a su papel ejecutivo original. Logró mantener a Portsmouth en la cima. El club terminó 16.º al final de su segunda temporada en la Premier League. Velimir Zajec dimitió de su puesto ejecutivo en Fratton Park el 10 de octubre de 2005 debido a "razones personales". Después de lograr cuatro victorias de 20 partidos, el mánager de Portsmouth, Alain Perrin, fue despedido el 24 de noviembre de 2005, exactamente un año después que Harry Redknapp renunció a Portsmouth.
Harry Redknapp volvió a dirigir Portsmouth nuevamente el 7 de diciembre de 2005 con el club amenazado por el descenso, aunque todavía no en la zona de descenso. En enero de 2006, Portsmouth fue vendido por Milan Mandarić y comprado por el empresario Alexandre Gaydamak. Entre los nuevos fichajes figuraban cuatro hombres del Tottenham Hotspur, luego el fichaje de Benjani y el argentino Andrés D'Alessandro, cedido por el VfL Wolfsburgo. El club sobrevivió su tercera temporada en la Premier League un lugar por encima de la zona de descenso en la 17ª posición.
Con grandes cantidades de dinero disponible para Harry Redknapp para hacer fichajes récord, el club terminó la temporada 2006-07 en la primera mitad de la tabla por primera vez, en novena posición, a sólo un punto de la clasificación europea.

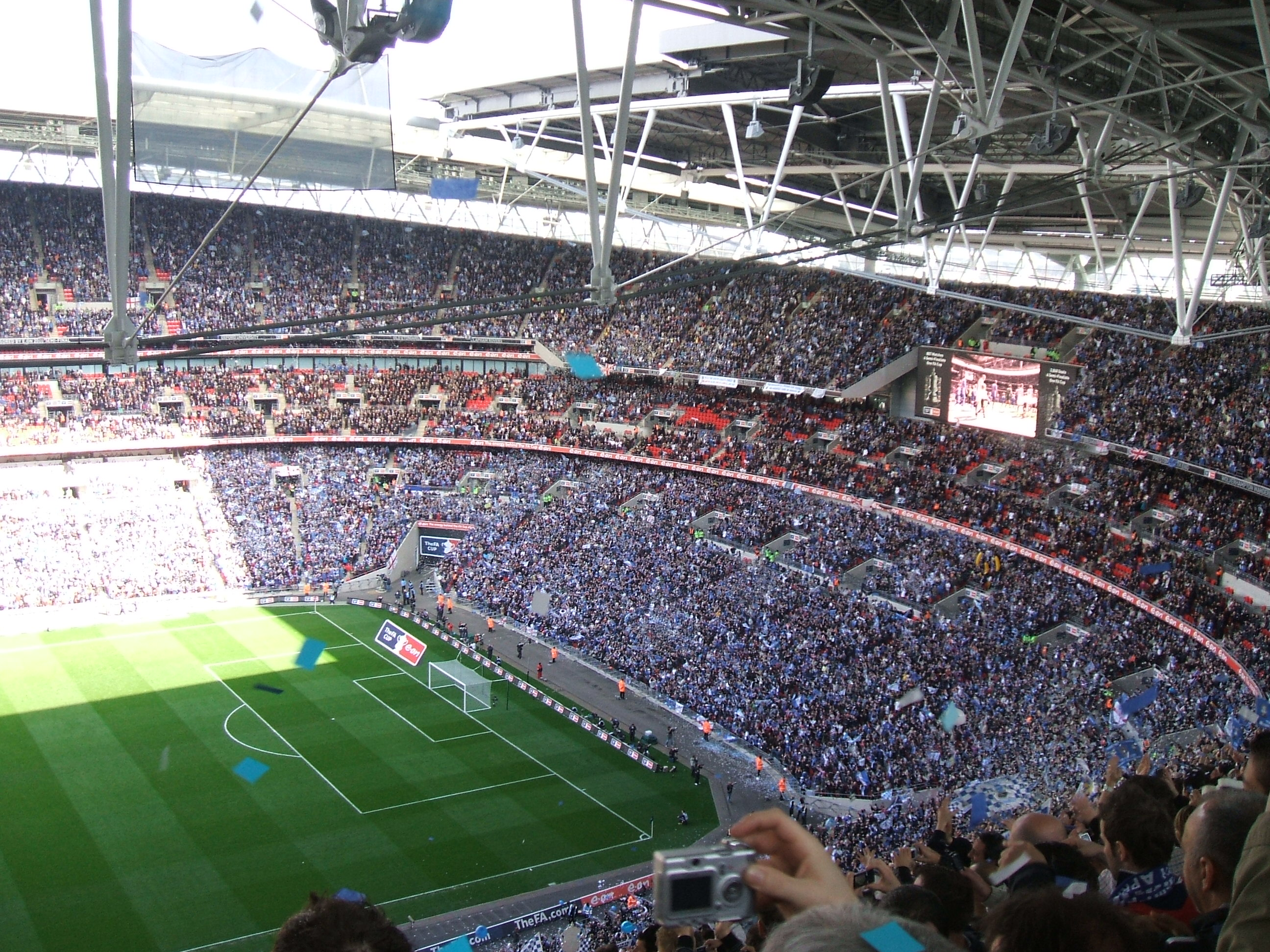
Aficionados del Portsmouth en el Estadio Wembley en la semifinal de la FA Cup 2007-08 ante el West Bromwich Albion.

En la temporada 2007-08, Portsmouth terminó octavo en la Premier League y alcanzó la final de la FA Cup por primera vez desde 1939. Eliminaron al Manchester United en Old Trafford en cuartos de final y el 5 de abril de 2008, Portsmouth venció al West Bromwich Albion 1-0 en Wembley en las semifinales, coincidentemente el mismo día que el club celebró su 110° cumpleaños. El 17 de mayo de 2008, Portsmouth ganó la final de la FA Cup con una victoria 1-0 sobre el Cardiff City con un gol del también héroe en semifinales, Nwankwo Kanu. Fue la segunda vez que Portsmouth ganó la FA Cup, desde la anterior en 1939. El triunfo hizo que el equipo se clasificara para la UEFA Cup. La temporada 2008-09 fue la primera vez que el club jugó en Europa. Su primer partido europeo fue una victoria por 2-0 sobre el Vitória S.C. en la primera ronda el 18 de septiembre. El Portsmouth empató el encuentro de vuelta y paso por el resultado global 4-2, progresando a la fase de grupos.
El 25 de octubre de 2008, Harry Redknapp dejó repentinamente Portsmouth por segunda vez, dejando a su ayudante Tony Adams para ser promovido al papel de mánager. El 27 de noviembre de 2008, Portsmouth empató 2-2 con el Milan, superando al equipo italiano 2-0 con goles de Younès Kaboul y Nwankwo Kanu, pero cedió dos goles más tarde en el partido. Sin embargo, las actuaciones no fueron consistentemente buenas, y el equipo fue eliminado de la FA Cup en cuarta ronda, perdiendo 2-0 en casa ante el Swansea City. Adams fue despedido en febrero de 2009..
El entrenador del equipo juvenil, Paul Hart, asumió el cargo de entrenador hasta el final de la temporada, con Brian Kidd como asistente y supervisó una recuperación en forma que resultó garantizando la seguridad del equipo en la Premier League el 16 de mayo de 2009. Portsmouth terminó la Premier League 2008-09 en 14° lugar. El 26 de mayo, Portsmouth aceptó una oferta del empresario emiratí Sulaiman Al-Fahim para comprar el club.

### Premier League 2009-10: Crisis económica y descenso a la Football League Championship
Antes del comienzo de la temporada 2009-10 de la Premier League el Portsmouth se encontraba en crisis económica. Para sanear sus deudas tuvieron que vender a sus mejores jugadores como Glen Johnson, Peter Crouch, Niko Kranjčar, entre otros. El 21 de julio, Al Fahim fue nombrado presidente no ejecutivo de Portsmouth. El 19 de agosto, Portsmouth anunció en su página web que un consorcio rival encabezado por el actual CEO Peter Storrie también había hecho una oferta para el club; Desconocido en el momento, esto fue apoyado por Ali al-Faraj. A pesar de esto, Al Fahim completó la toma de posesión el 26 de agosto; Al Faraj se trasladó a revisar la adquisición del West Ham United.
A medida que las primeras etapas de la temporada 2009-10 progresaron, las finanzas se agotaron y el club admitió el 1 de octubre que algunos de sus jugadores y personal no habían sido pagados. El 3 de octubre, los medios de comunicación comenzaron a informar que un acuerdo estaba a punto de cerrarse para que Ali al-Faraj tomara el control del club. El 5 de octubre, se acordó un acuerdo para que Al-Faraj y sus asociados, a través de la empresa Falcondrone registrada en las Islas Vírgenes Británicas, tuvieran una participación mayoritaria del 90 %, con Al-Fahim manteniendo el 10 % y el título de presidente no ejecutivo durante dos años. Falcondrone también acordó un acuerdo con Alexandre Gaydamak el derecho a comprar, por £ 1, Miland Development (2004) Ltd., una vez que la refinanciación estaba completa. Dos días después de que la toma de posesión de al-Faraj fuera terminada, el anterior director técnico Avram Grant de Portsmouth volvió como director del club. Sin embargo, debido a los problemas financieros, la Premier League colocó al club bajo un embargo de transferencia, lo que significa que el club no se les permitió firmar ningún jugador.
Avram Grant asumió el control en Portsmouth el 26 de noviembre de 2009, remplazando el ex-encargado Paul Hart, que había sido despedido dos días antes debido a la posición del club en el fondo de la tabla de la liga.
En diciembre de 2009, se anunció que el club no había pagado a los jugadores por segundo mes consecutivo, y el 31 se anunció que los salarios de los jugadores volverían a ser pagados tarde, el 5 de enero de 2010. Según los contratos de fútbol comunes, los jugadores tenían entonces el derecho de rescindir sus contratos y dejar el club sin ninguna compensación para el club, con un preaviso de dos semanas. A pesar de las dificultades financieras, el tiempo de Grant como gerente fue inicialmente exitoso. Ganó dos partidos (contra el Burnley y el Liverpool) y un empate ante el Sunderland desde sus primeros cinco partidos. Las únicas derrotas del Portsmouth en este período fueron por el Chelsea y el campeón de la temporada anterior, el Manchester United. HM Revenue and Customs (HMRC) presentó una petición de liquidación contra Portsmouth en el Tribunal Superior de Justicia de Londres el 23 de diciembre de 2009. En marzo de 2010, esta petición de la liquidación se cayó, dejando al Portsmouth con una pena de nueve puntos para entrar en administración. Durante la temporada 2009-10, se había hecho evidente al nuevo propietario del club, Balram Chainrai, que Portsmouth tenía aproximadamente £ 135 millones de deuda para proteger al club de la liquidación, Chainrai colocó al club en administración el 26 de febrero de 2010 y el equipo nombró a Andrew Andronikou, Peter Kubik y Michael Kiely de la firma de contabilidad UHY Hacker Young como administradores. Esto automáticamente incurrió en una penalización de nueve puntos de la Premier League que entró en vigor el 17 de marzo y envió al equipo al casi descenso, que se confirmó matemáticamente el 10 de abril.
El 9 de abril, se anunció que David Lampitt se uniría a Portsmouth como su nuevo CEO después de haber trabajado un período de corto en la FA, su actual empleador. Portsmouth fue relegado al campeonato al día siguiente después de que el West Ham United venciera a Sunderland. Portsmouth ganó su partido de semifinales de la FA Cup contra el Tottenham por 2-0 tras el tiempo extra, con goles de Frédéric Piquionne y Kevin-Prince Boateng ganando el partido. Se enfrentaron al Chelsea en la final en Wembley el 15 de mayo y perdió 1-0 ante un gol de Didier Drogba. A pesar de ser los finalistas de la FA Cup, al club se le negó una licencia para jugar al fútbol europeo la siguiente temporada en la UEFA Europa League. En mayo, Grant renunció como mánager de Portsmouth. El 17 de junio, los acreedores del club votaron por un acuerdo voluntario de la compañía (CVA), con una mayoría del 81.3 %; HMRC, Paul Hart y el agente del mediocampista de Portsmouth Tommy Smith fueron los únicos en rechazarlo, pero HMRC apeló contra la CVA debido a la reducción de su considerable deuda. El 15 de julio de 2010, HMRC apeló contra el CVA propuesto el último día antes de que fuera formalmente acordado, el caso iba a tener lugar originalmente en octubre de 2010, pero después de una apelación de los administradores en el club se estableció para el 3 de agosto en el Tribunal Superior de Londres. El caso fue oído por el juez Mann del 3 al 5 de agosto, donde, después de escuchar las presentaciones de ambas partes, rechazó la apelación de HMRC en los cinco cargos que había presentado. HMRC decidió no apelar contra el veredicto, dejando a los administradores de Portsmouth formalmente de acuerdo con la CVA y sacar al club de la administración. El 17 de agosto, Balram Chainrai completó su adquisición del club y aprobó la prueba de personas aptas y apropiadas de los propietarios y directores.

### Championship (2010-2012)
De nuevo en la Football League Championship, el Portsmouth previo al inicio de la temporada 2010-11 pierde muchos jugadores valiosos de los últimos años como Kevin-Prince Boateng, David James, Nadir Belhadj, entre otros. El equipo en toda la temporada se reforzaba con jugadores cedidos de equipos de la Premier League. El exmánager del Notts County, Steve Cotterill, fue nombrado mánager del Portsmouth en junio de 2010 en un contrato de tres años. Durante la ventana de transferencia de verano de 2010, Marc Wilson, que recién había sido nombrado capitán, firmó con el Stoke City el último día de transferencias, con los jugadores del Stoke Dave Kitson y Liam Lawrence trasladándose a Fratton Park como parte del acuerdo. Después de un pobre comienzo donde había dejado al Portsmouth arraigado a la parte inferior de la liga en septiembre, entraron en racha permaneciendo siete partidos invicto, lo que ayudó a levantarlos a mitad de tabla a finales de octubre. Después de lograr 19 puntos en siete partidos en octubre, Cotterill fue nominado para el premio Mánager del Mes en octubre. Lawrence, con seis goles en su haber, también recibió una nominación para Jugador del Mes.
El 22 de octubre, Portsmouth emitió un comunicado diciendo: "Parece probable que el club ahora será cerrado y liquidado por los administradores", pero el principal acreedor Alexandre Gaydamak anunció al día siguiente que había llegado a un acuerdo que podría salvar el futuro del equipo. Se reveló horas más tarde que el Portsmouth finalmente salió de la administración, con Balram Chainrai recuperando el control del club.
Más tarde en la temporada, la forma de Portsmouth comenzó a caer y estaban en el 18.º puesto en enero de 2011. Durante este tiempo, el tamaño de la escuadra se redujo aún más por las complicaciones en los contratos de los jugadores Richard Hughes y Michael Brown donde una cláusula escrita en sus contratos desencadenaría nuevos acuerdos con salarios más altos. En marzo, Portsmouth registró una victoria por 1-0 sobre el Leicester City, con un gol de David Nugent en la primera mitad. Portsmouth terminó la temporada con una racha de ocho partidos sin victorias y terminó 16.º con 58 puntos. La temporada fue regular sumando 15 victorias, 13 empates y 18 derrotas, terminando a 17 puntos de entrar al 6° puesto, el último equipo que ingresaba a la eliminatoria para el 3° club que asciende a la Premier League, y 16 puntos por encima del descenso.
El 1 de junio de 2011, Convers Sports Initiatives (CSI) propiedad del ruso Vladimir Antonov, un empresario ruso dueño de muchos bancos en Europa, completó la adquisición del club. El equipo mantiene una parte del plantel de la temporada anterior. El 15 de junio, el club anunció su primera contratación de verano, David Norris del Ipswich Town en una transferencia gratuita; Esto fue seguido por los fichajes de Jason Pearce (extrañamente la primera transferencia con dinero disponible desde enero de 2010), Luke Varney, Stephen Henderson y Greg Halford, jugadores jóvenes con poca experiencia..
El 13 de agosto, antes del inicio del partido contra el Reading en el Fratton Park, se anunció que Portsmouth había vuelto a firmar al delantero Benjani, que anteriormente había dejado el club en 2008. El 14 de octubre, Steve Cotterill acordó un paquete de compensación para que le permitieran tomar la posición vacante de mánager en el Nottingham Forest. Más tarde ese día, se anunció que los entrenadores del primer equipo Stuart Gray y Guy Whittingham se harían cargo del equipo, la salida de Cotterill permitió a varios jugadores omitidos por el, un regreso al primer equipo, como Dave Kitson y Ricardo Rocha en una victoria en casa 2-0 contra el Barnsley.
Después de la salida de Cotterill, Michael Appleton fue anunciado como el nuevo mánager el 10 de noviembre de 2011. Su primer partido a cargo fue una derrota por 2-0 contra el Watford.
El 23 de noviembre de 2011, una orden de detención europea fue emitida por Vladimir Antonov, propietario del Portsmouth, por parte de los fiscales lituanos, en el marco de una investigación sobre el supuesto despojo de activos del banco lituano Bankas Snoras, propiedad del Antonov en un 68 %. Las operaciones en otro de los bancos de Antonov, Latvijas Krajbanka, fueron suspendidas por las autoridades letonas el 22 de noviembre de 2011 por razones similares. Antonov fue detenido posteriormente en sus oficinas en Londres el 24 de noviembre y fue liberado unos días después.
CSI publicó un comunicado en el que dijo: "A la luz de los recientes acontecimientos en Snoras Bank, Convers Sports Initiatives (CSI) quiere tranquilizar a sus empresas, personal y los seguidores de sus equipos y eventos, que sigue siendo un gran negocio usual". El comunicado agrega que "CSI ha sido financiado exclusivamente a través de la riqueza privada de sus propietarios, Snoras Bank nunca ha financiado la compra de una organización CSI, ni ha prestado dinero a estas empresas después de haberlas adquirido". Los fiscales lituanos, sin embargo, añadieron que tomarían "todas las medidas necesarias" para congelar los activos pertenecientes a Antonov y su socio de negocios. El 29 de noviembre de 2011, Antonov dimitió como presidente del Portsmouth después de que la empresa matriz CSI entró en administración. El 24 de enero de 2012, Portsmouth recibió una petición de liquidación por parte de HMRC por más de 1,6 millones de libras esterlinas en impuestos no pagados, que se escuchó el 20 de febrero.
El 17 de febrero, Portsmouth entró en administración por segunda vez en dos años, trayéndoles una deducción automática de 10 puntos en liga. El administrador Trevor Birch admitió que la situación financiera era "peor de lo que temíamos" y que Portsmouth estaba "luchando por llegar al final de la temporada". El 11 de abril de 2012, los informes de los administradores PKF reveló que Portsmouth debía £ 58 millones con £ 38 millones que se debe a UHY Hacker Young, £ 10,5 millones de inversión realizada por Vladimir Antonov, donde CSI se mantuvo pendiente, a los jugadores les debían £ 3,5 millones en salarios y bonos por las dos últimas temporadas, mientras que £ 2,3 millones se debían a HMRC y, además, £ 3,7 millones se debían para el comercio general. El 21 de abril, Portsmouth fue relegado del campeonato después de una derrota 2-1 contra el Derby County, la primera vez en más de 30 años que el club había jugado a ese nivel.

### League One y nuevamente en el infierno (2012-2013)
Tras el descenso los Pompey, y con los gravísimos problemas económicos, toda la escuadra profesional dejó el club, y el último jugador, Liam Lawrence, salió el 10 de agosto de 2012. Portsmouth debía comenzar la temporada 2012-13 con 10 puntos menos después de que la Football League le dijera que se les permitía entrar en la League One con estrictos controles financieros, lo que el administrador Trevor Birch calificó de "injustificado". A pesar de que la sanción no se aplicó inmediatamente, se confirmó en diciembre de 2012.
El 7 de noviembre de 2012, se anunció que Michael Appleton había dejado Portsmouth para convertirse en el mánager del Blackpool. El club confirmó que Guy Whittingham asumiría como encargado provisional nuevamente. El 9 de noviembre de 2012, Chanrai detuvo su intento de comprar el club. Seis días más tarde, el Pompey Supporters Trust firmó un acuerdo condicional con PFK para comprar el club. Portsmouth no pudo encontrar a un encargado a largo plazo debido a su estado financiero. El club entró en una pésima racha sin ganar, jugando su vigésimo juego sin una victoria en febrero de 2013, la racha se extiende hasta octubre de 2012 cuando el club se enfrentó al Shrewsbury Town. La racha sin triunfos duró un total de 23 partidos, terminando finalmente el 2 de marzo de 2013 donde el Portsmouth ganó 2-1 de visita contra el Crewe Alexandra. El 10 de abril de 2013, se llegó a un acuerdo con los administradores, aunque el Pompey Supporters Trust aún no había finalizado la compra. Después de esto, el Portsmouth se convirtió en el equipo con más hinchas propietarios en la historia del fútbol inglés. Ahogado en descenso durante casi toda la temporada, en las últimas fechas había una ilusión de mantener la categoría. Sin embargo el 16 de abril de 2013 el Oldham Athletic, su competidor en el descenso, ganó su partido 1 a 0 frente al Yeovil Town y de esta manera el Portsmouth desciende nuevamente, pero esta vez a la Football League Two..

### Saliendo de la administración, la fundación de Pompey Supporters Trust y la League Two (2013-2016)
El 19 de abril de 2013, Portsmouth salió de la administración cuando se completó el acuerdo con el Pompey Supporters Trust (PST) para comprar el club. Tras el segundo descenso sucesivo de los Pompey, Guy Whittingham fue nombrado mánager de forma permanente con un contrato de un año. Portsmouth vendió cerca de 10 000 pases de temporada para el curso 2013-14, un récord para cualquier club de la League Two. En noviembre de 2013, con Portsmouth 18° en la liga y habiendo perdido sus últimos cuatro partidos competitivos, Whittingham fue despedido después de estar poco más de un año a cargo. Andy Awford asumió como mánager interino con Alan McLoughlin y David Connolly como asistentes.
Después de sólo 12 días, el 9 de diciembre de 2013 el exentrenador del Crawley Town Richie Barker fue nombrado mánager del Portsmouth, junto con Steve Coppell, dupla similar utilizada en Crawley Town. Barker fue despedido después de 20 juegos al mando, con el club en serio peligro de descenso a la Football Conference, Awford volvió a encargarse del combinado azul como mánager interino. Desde el nombramiento de este último, ganó cinco de cinco partidos jugados, convirtiéndose en la racha ganadora más larga por más de tres años, y garantizar la supervivencia del Portsmouth en la League Two. El 1 de mayo de 2014, Awford fue nombrado director permanente del equipo, firmando un contrato de un año.
En un anuncio histórico el 29 de septiembre de 2014, el club pudo declararse libre de deudas después de pagar a todos los acreedores y pagos adeudados a exjugadores. Las noticias llegaron 18 meses después de que el PST tomó el control del club.
Después de una campaña sin éxito en la temporada 2014-15, Paul Cook fue nombrado mánager del Portsmouth el 12 de mayo de 2015. Esto resultó en el despido de personal y de jugadores del club, como Dan Butler, Joe Devera, Wes Fogden, Danny East, Nicky Shorey, Ben Chorley y Tom Craddock todos entre los jugadores a abandonar el club el 18 de mayo de 2015.
El 8 de agosto de 2015, Paul Cook dirigió su primer partido como mánager del Portsmouth dando una victoria por 3-0 sobre el Dagenham & Redbridge en casa. Portsmouth aseguró un lugar en los play-off después de una victoria por 2-0 en casa contra el Hartlepool United el 30 de abril de 2016, pero perdió ante el Plymouth Argyle en la semifinal.

### League One (2016-2024)
El 17 de abril de 2017, Cook consiguió la promoción a la League One con una victoria 3-1 de visitante ante el Notts County. El suplente Jamal Lowe anotó dos goles en los últimos 15 minutos para sellar la promoción después de que el Luton Town no logró vencer al Mansfield. Unos 4366 fanáticos del Portsmouth viajaron para ver el equipo ganar la promoción. El 6 de mayo, tras una victoria en casa por 6-1 ante el Cheltenham, Portsmouth fue coronado campeón de la League Two. Paul Cook dimitió con los recientes campeones de la League Two a finales de mayo, para unirse al Wigan Athletic..
El 21 de mayo de 2017 el Pompey Supporters Trust (PST) votó a favor de una oferta propuesta por The Tornante Company, encabezada por el exdirector ejecutivo de Disney, Michael Eisner, para tomar el Portsmouth.
El 2 de junio de 2017, se anunció que Kenny Jackett había firmado un contrato de dos años para convertirse en el mánager del Portsmouth. El 8 de junio de 2017, se anunció que Joe Gallen había firmado un contrato de dos años como asistente. Joe Gallen y el nuevo mánager Kenny Jackett habían trabajado previamente juntos en el Millwall (2007-2013) y en el Wolverhampton Wanderers (2013-2016).
El 22 de junio de 2017, Nathan Thompson se convirtió en el primer jugador firmado por Portsmouth bajo la dirección de Kenny Jackett. Thompson se unió a los Pompey con un contrato de dos años proveniente del Swindon Town.
El 31 de marzo de 2019, el Portsmouth consiguió su primera EFL Trophy luego de derrotar en la final al Sunderland por la vía de los penaltis luego de terminar el tiempo extra con un empate a 2 goles, además la final rompió el récord de asistencia de la competición con un total de 85.021 espectadores, superando la registrada en 1988 donde hubo 80.841 en la final entre Wolverhampton y el Burnley.

### Regreso a la EFL Championship (2024-presente)
Después de tres temporadas terminando justo por debajo de las posiciones de play-off, consiguieron el ascenso en la temporada 2023-2024 como campeones, poniendo fin a 12 años de ausencia en la segunda categoría del fútbol inglés.

## Símbolos

### Escudo

El escudo del club se basa en la bandera de la ciudad de Portsmouth, lugar de fundación del club.

El emblema oficial contiene una estrella de oro y una media luna en un escudo azul, la adopción de la estrella y la media luna se dice que provienen de cuando el rey Ricardo I, concedió a la ciudad "una media luna de oro en una sombra de azul, con una estrella de ocho puntas" que él había tomado del estandarte del emperador bizantino, Isaac Komnenos, después de capturar Chipre. A lo largo de su historia el club ha intentado diferentes variaciones del escudo antes de volver a la estrella de oro básica y la media luna. En los años 50 y 60, el escudo tradicional se plasmo en la camisa de color blanco en lugar del oro pero esto era debido a que el blanco era una alternativa más económica.
Entre 1980 y 1989, el Portsmouth desechó el escudo original y lo reemplazó con un nuevo diseño. Este escudo mostraba un balón encima de un ancla (que representaba a la marina) y una espada (que representaba al ejército). Una versión intercambiable incluyó una versión circular del escudo de la estrella y de la media luna en lugar del balón. La vuelta del escudo original sucedió en 1989, duró solamente cuatro años donde fue substituido por el escudo de armas de la ciudad en 1993. Este diseño fue basado alrededor de la estrella y de la media luna básicas pero era impopular porque se pensaba que era excesivamente elaborado. Después de solamente cuatro temporadas el escudo original fue nuevamente restablecido. "Desde 1898" se añadió a la insignia debajo del nombre del club para la temporada 2007. El 6 de mayo de 2008, el club reveló un nuevo escudo que difería perceptiblemente del viejo escudo. La "estrella y la luna" tenía una mirada tridimensional y las "tres puntas" fueron quitados para ser substituidos por dos esquinas. La "luna" también tenía más diámetro y en general tenía más parecido a la del escudo de la ciudad. Como parte de las conmemoraciones del Centenario de la Primera Guerra Mundial en la temporada 2014-15, el club optó por substituir el emblema en el kit local con el que fue utilizado en 1914. Era un escudo más tradicional que ofrecía tres puntas en la parte alta de un emblema ligeramente redondeado, pero con una estrella de cinco puntas de plata en el interior en lugar de la habitual de ocho puntas. La luna ofrecida en el escudo era también plata, ambos aparecen en un fondo azul.
Después de la retroalimentación positiva de los hinchas, en junio de 2015 el club decidió cambiar permanentemente el escudo oficial del club a un diseño más familiar y tradicional. Hoy en día el emblema es virtualmente idéntico en diseño a la que se ha utilizado mayormente en la historia del club. La famosa "estrella y luna" son plata sobre un fondo azul y tienen un ligero aspecto tridimensional. El escudo retiene las tres puntas en la parte superior pero está en una forma más tradicional. Ninguna palabra o rasgo de la letra del club fueron utilizadas.

## Indumentaria
El primer kit del Portsmouth constaba de una camisa de color rosa salmón con pantalones cortos blancos y calcetines marrón. Este kit duró hasta 1909 cuando se cambió a camisas blancas con pantalones cortos y calcetines de color azul real. Este kit duró sólo dos años antes de que se cambiaba por camisas azules, pantalones cortos blancos y calcetines negros. Ésta fue la equipación del Portsmouth hasta 1947 cuando los calcetines fueron cambiados a rojo; Esto coincidió con el período más exitoso del club y han permanecido estos colores la mayoría del tiempo desde entonces. Amarillo y -más recientemente- el oro también se han utilizado como colores secundarios en las camisas locales del club.
Los colores más frecuentes usados por el Portsmouth han sido camisas blancas con pantalones cortos azul real o azul marino y calcetines azules o blancos. El club ha tenido blanco como la segunda o tercera camiseta desde 1998-99 hasta la fecha. Otros colores que han aparecido varias veces en las equipaciones visitante de Portsmouth han sido amarillos (generalmente con pantalones cortos azules) y rojos (a menudo combinados con negro). De la temporada 2006-07 a la temporada 2008-09 el club ha utilizado negro con detalles en oro como sus colores de tercera opción. En la temporada 2009-10 el tercer kit era negro con el ajuste azul y aros azules finos. La equipación de visitante era blanco con dos líneas verticales de color azul marino que se extendían por el costado de la camisa, con la insignia superpuesta sobre ellos. El uniforme de local ha sido el clásico kit rojo blanco y azul, con camisa azul liso, pantalones cortos blancos lisos y calcetines rojos llanos. Para la final de la FA Cup de 2010, Portsmouth llevaba un uniforme de visitante de camisa blanca, pantalones cortos de borgoña y calcetines borgoña. Para 2010-11, la equipación de visitante era una camisa blanca, con pantalones cortos marrón y calcetines. En 2011-12, el uniforme de visita era una camisa negra, con pantalones cortos y calcetines negros; El club también anunció un tercero, con una camisa dividida media negra y media roja, pantalones cortos y calcetines rojos. Para 2012-13, el club regresó con una camisa blanca como su equipación de visitante y un tercer kit de color naranja, con pantalones cortos negros y calcetines anaranjados.
- Uniforme titular: Camiseta azul, pantalón blanco, medias rojas.
- Uniforme alternativo: Camiseta blanca, pantalón azul, medias azules.
- Tercer uniforme: Camiseta negra, pantalón negro, medias blancas.

### Evolución del uniforme
| Tradicional Local | Final FA Cup 2007-08 | Final FA Cup 2009-10 |

## Infraestructura

### Estadio
El Fratton Park está situado en la ciudad portuaria inglesa de Portsmouth. Ha sido el estadio del Portsmouth Football Club desde su construcción en 1898.
El estadio cuenta con cuatro gradas con una capacidad para 21.100 aficionados. El terreno de juego, que mide 105 × 66,5 m., se alinea de este a oeste. La grada más grande y moderna se conoce como la Fratton End, que fue inaugurada en 1997. La Fratton End se encuentra en el extremo occidental del estadio. A lo largo de ambos costados de la cancha son las gradas norte y sur, las cuales cuentan con dos niveles. En el extremo oriental del estadio se encuentra la grada más pequeña, la Milton End.
Los planes para la reubicación fueron discutidos por primera vez a principios de la década de 1990, pero debido a varias objeciones y obstáculos financieros, el club ha seguido jugando en Fratton Park. Más recientemente, los planes para la reubicación han incluido nuevos estadios en un sitio ofrecido por la Royal Navy en la isla de Horsea, entre Stamshaw y Port Solent, y en tierras recuperadas en el puerto de Portsmouth junto a la base naval existente. El primero fue discutido como un posible lugar de la Copa Mundial de la FIFA 2018 como parte del proceso de licitación de Inglaterra. Sin embargo, el costo para los contribuyentes de la ciudad de unirse a la oferta se consideró un riesgo demasiado grande para tomar. Una tercera opción, frecuentemente devuelta, es construir un nuevo estadio en el sitio del actual Fratton Park. Después de los problemas financieros del Portsmouth, el descenso posterior de la Premier League, y el fracaso de la oferta Inglaterra 2018, a partir de mayo de 2017 no hay planes activos para un nuevo estadio del club.

## Datos del club
Para los detalles estadísticos del club véase Estadísticas del Portsmouth Football Club

### Trayectoria y palmarés resumido
|  | Para más detalles, consultar Palmarés del Portsmouth Football Club y Trayectoria del Portsmouth Football Club |

Portsmouth Football Club se registró en Europa cuando logró clasificar a la Copa de la UEFA 2008-09 al ganar la final de la FA Cup de 2008, donde jugaron contra el Vitória S.C. y el S.C. Braga de Portugal, el equipo italiano de A.C. Milan y el Heerenveen de los Países Bajos.
Dos años más tarde, Portsmouth fue el subcampeón de la FA Cup 2009-10 ante el Chelsea calificado para la Liga de Campeones. Sin embargo, Portsmouth no obtuvo una licencia de la UEFA, lo que significa que no podrían clasificarse para Europa. Portsmouth había apelado a la UEFA, a la Premier League y la FA inglesa, pero los dos últimos no permitirían solicitudes tardías para la licencia. Como resultado, el séptimo equipo de la Premier League de 2009-10, Liverpool, se adjudicó el puesto de Europa League en la tercera ronda de clasificación.

## Palmarés
Nota: en negrita competiciones vigentes en la actualidad.
Torneos nacionales (5)
| Competiciones nacionales | Títulos                             | Subcampeonatos             |
| ------------------------ | ----------------------------------- | -------------------------- |
| Primera División (2/0)   | 1948-49, 1949-50.                   |                            |
| FA Cup (2/3)             | 1938-39, 2007-08.                   | 1928-29, 1933-34, 2009-10. |
| Community Shield (1/1)   | 1949*.                              | 2008.                      |
|                          |                                     |                            |
| Segunda División (1/2)   | 2002-03.                            | 1926-27, 1986-87.          |
| Tercera División (4/0)   | 1923-24, 1961-62, 1982-83, 2023-24. |                            |
| Cuarta División (1/0)    | 2016-17.                            |                            |
| EFL Trophy (1/1)         | 2018-19.                            | 2019-20.                   |

Torneos regionales (2)
| Competiciones regionales | Títulos           | Subcampeonatos |
| ------------------------ | ----------------- | -------------- |
| Southern League (2/0)    | 1901-02, 1919-20. |                |
| London War Cup (0/1)     |                   | 1941-42.       |

Nota: (*) Título compartido.

| Títulos oficiales                                                             | Regionales      | Regionales | Nacionales | Nacionales | Nacionales | Nacionales | Nacionales | Nacionales | Nacionales | Nacionales | Europeos | Total |   |    |
| ----------------------------------------------------------------------------- | --------------- | ---------- | ---------- | ---------- | ---------- | ---------- | ---------- | ---------- | ---------- | ---------- | -------- | ----- | - | -- |
| Títulos oficiales                                                             | Portsmouth F.C. | 2          | -          | 2          | 2          | 1          | -          | 1          | 3          | 1          | 1        | Total | - | 13 |
| Datos actualizados a la consecución del último título el 31 de marzo de 2019. |                 |            |            |            |            |            |            |            |            |            |          |       |   |    |

### Estadísticas del club
| Máximos goleadores | Máximos goleadores | Máximos goleadores |
| ------------------ | ------------------ | ------------------ |
| 1.                 | Brett Pitman       | 42 goles           |
| 2.                 | Yakubu Aiyegbeni   | 41 goles           |
| 3.                 | Gareth Evans       | 39 goles           |
| 4.                 | Ronan Curtis       | 34 goles           |
| 5.                 | Svetoslav Todorov  | 33 goles           |
| 5.                 | Peter Crouch       | 33 goles           |
| 7.                 | Jed Wallace        | 30 goles           |
| 8.                 | Jamal Lowe         | 29                 |
| 9.                 | John Marquis       | 21 goles           |
| 9.                 | Nwankwo Kanu       | 21 goles           |

| Más partidos disputados | Más partidos disputados | Más partidos disputados |
| ----------------------- | ----------------------- | ----------------------- |
| 1.                      | Gareth Evans            | 218 partidos            |
| 2.                      | Christian Burgess       | 210 partidos            |
| 3.                      | Linvoy Primus           | 199 partidos            |
| 4.                      | Matthew Taylor          | 196 partidos            |
| 5.                      | Gary O'Neil             | 178 partidos            |
| 6.                      | Ben Close               | 177 partidos            |
| 7.                      | Matt Clarke             | 175 partidos            |
| 8.                      | Nwankwo Kanu            | 168 partidos            |
| 9.                      | David James             | 158 partidos            |
| 9.                      | Richard Hughes          | 158 partidos            |

| Actualizado al 5 de septiembre de 2024. Fuentes: |

### Números retirados y reservados
- El número 1 se retiró temporalmente para la temporada 2001-02 con respecto al portero Aaron Flahavan, quien murió en un accidente automovilístico en agosto de 2001, días después de haber sido entregado por primera vez el número 1 al guardameta. Desde la temporada 2003-04, el número 13 se reservó por respeto a él, ya que este era el número que llevó por la mayoría de su estancia en el club.[95] Diez años después de su muerte, sin embargo, el número 13 volvió a ser utilizado, primero por Stephen Henderson, luego por Simon Eastwood y Johnny Ertl, respectivamente.
- El número 12 está reservado para los aficionados (a menudo referido como el 12° hombre).

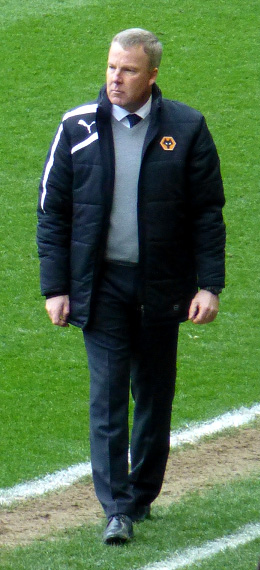
Kenny Jackett actual mánager del club.

- El número 58 es el designado para la mascota del club, Nelson.

## Directivos del club
- Presidente: Iain McInnes.[96]
- Junta directiva: Ashley Brown,[96] Mike Dyer,[96] John Kimbell,[96] John Kirk,[96] Christopher Moth,[96] Mark Trapani.[96]
- Presidente ejecutivo: Mark Catlin.[96]
- Mánager: Kenny Jackett.[96]
- Asistente: Joe Gallen.[96]
- Preparador del primer equipo: Robbie Blake.[96]
- Preparador de porteros: John Keeley.[96]
- Preparador de equipación: Kev McCormack.[96]
- Embajador del club: Alan Knight.[96]
- Mánager de la academia: Mark Kelly.[96]

## Otras secciones deportivas

### Sección femenina
La contraparte femenina del club es Portsmouth Football Club Ladies, que fue fundada en 1987. Actualmente, el equipo juega en la División Femenina de la Premier League, después de haber ganado la División Sur de la Premier League Femenina en 2012. Pompey es el actual campeón de la Copa Hampshire. Después de la toma del Portsmouth por la Portsmouth Supporters Trust, se anunció que habría uniones más cercanas entre los clubes de los hombres y de las mujeres.

## Rivalidades
Los principales rivales del Portsmouth son el Southampton, que están a 19.8 millas (31.8 km) de distancia.
A mediados - finales de 1960, la rivalidad entre Portsmouth y Southampton era en gran parte inexistente, como consecuencia de su disparidad a la hora de estar en la misma liga. Este derbi ha sido esporádico. Desde 1977, los equipos sólo han disputado partidos de liga en cuatro temporadas (1987-88, 2003-04, 2004-05 y 2011-12). Incluyendo los juegos de la Southern League se han disputado 64 partidos de liga entre los clubes, pero también se han encontrado cinco veces en la FA Cup, el club superó a sus rivales por 4-1 en el St Mary's Stadium en su último encuentro en 2010.
Otra rivalidad a través de los años es, coloquialmente conocido como el "Dockyard Derby", es con el Plymouth Argyle. Esta rivalidad también se conoce como la Batalla de los Puertos.

## Influencias en/de otros clubes
Portsmouth ha tenido una relación de larga data con el Havant & Waterlooville, con amistosos regulares de pretemporada organizados entre los dos clubes. Portsmouth también ha utilizado anteriormente el West Leigh Park, el estadio de Havant & Waterlooville como estadio local, para los partidos del equipo de reserva. Los enlaces anteriores con el equipo belga Zulte Waregem y la academia irlandesa Home Farm se han cancelado.
Portsmouth ha desarrollado una relación con el Gosport Borough después de su promoción a la Conference South. Los aficionados de Portsmouth se animaron a apoyar al Gosport en su partido final de la FA Trophy en Wembley en marzo de 2014. También juegan amistosos y prestan jugadores entre sí.

## Récords
- Mayor asistencia: 51,385 v Derby County, FA Cup, 26 de febrero de 1949
- Mayor victoria: 9–1 v Notts County, Division 2, 9 de abril de 1927
- Peor derrota: 0–10 v Leicester City, Division 1, 20 de octubre de 1928
- Más goles en un juego del Portsmouth: 7–4 v Reading, Premier League, 29 de septiembre de 2007
- Más partidos: 834 Jimmy Dickinson, 1946–65
- Máximo goleador en torneos de liga: 194 Peter Harris, 1946–1960
- Máximo goleador en una temporada: 42 Guy Whittingham, 1992-93
- Goleador histórico: 211 Peter Harris, 1946–60
- Más partidos internacionales: 48 Jimmy Dickinson
- Mayor venta: £18 millones del Real Madrid por Lassana Diarra diciembre de 2008
- Mayor compra: £11 millones al Liverpool por Peter Crouch, júlio de 2008